# Średniowieczna wymowa łacińska
Wymowa średniowieczna łaciny jest wymową ludową (Latina vulgata). We wczesnym stadium była ona podobna we wszystkich regionach podbitych przez Rzymian. Potem nastąpiły zmiany, które doprowadziły do powstania języków romańskich. Do poznania średniowiecznej wymowy konkretnego wyrazu jest konieczna znajomość wymowy klasycznej.

## Fonetyka

### Samogłoski
Samogłoski A, E, I, O, U (a, e, i, o, u) wymawia się tak, jak w języku polskim. Y (y) wymawiamy jak 'i'. Iloczas powoli zanika na rzecz rozwarcia. Następują liczne zmiany.

### Dwugłoski (dyftongi)
- EU, EI, UI (eu, ei, ui) wymawiamy jak 'eu', 'ej', 'uj' (IPA [ew], [ej], [uj]).
- Æ i Œ (æ, œ) czytamy jak 'e' ([ε]/[e]) (cælum wym. celum, pœna wym. pena).
- AU w zależności od regionu albo pozostało dyftongiem z wymową 'au', albo uległo monoftongizacji do 'o' [o] (łac. aurum – franc. or, hiszp. i wł. oro itp. ).

### Rozziew (hiatus)
W przypadku zetknięcia się dwu samogłosek należących do różnych sylab następuje w wymowie wstawienie półsamogłoski 'ł' lub 'j'. Np. 'campanea' jest czytane jak polskie kampania.

### Półsamogłoski
- I (i) na początku wyrazu przed samogłoską oraz w pozycji interwokalicznej wymawiamy jak 'j'. Przykłady: iam – 'jam', maior – 'major' itp.

### Spółgłoski
- C
  - przed samogłoskami tylnymi (a, o, u) oraz innymi spółgłoskami jako 'k'
  - przed samogłoskami przednimi (e, i) oraz 'æ', 'œ' jako polskie 'c', 'cz' lub jak angielskie 'th' ('c' uległo następnie uproszczeniu do 's').

- CH pochodzenia greckiego i klasycznego wymawiamy jak polskie 'k' (często w zapisie graficznym występuje 'c' zamiast 'ch', np. pulcra zamiast pulchra). W pozycji inicjalnej wyrazu, przed samogłoską wymawiane jak 'cz'.

- G
  - przed samogłoskami tylnymi (a, o, u) oraz innymi spółgłoskami jako 'g'

- H jest niewymawiane, używane jako znak diakrytyczny, najczęściej by zaznaczyć, że dana spółgłoska wymawiana jest jako szczelinowa (np. ang. 'th') lub zwarto-szczelinowa (hiszp. 'ch', ang. 'sh', 'ch', starofranc. 'ch'). Czasem dla pokazania rozdzielnej wymowy dwu samogłosek (franc. 'trahir') lub dla zaznaczenia wymowy zwartej w pozycji, gdzie dana spółgłoska powinna być zwarto-szczelinowa (wł. 'ch', 'gh' + e, i)

- M w pozycji finalnej wyrazu niewymawiane.

- NGU przed samogłoską wymawiamy 'ngw'.

- PH wymawiamy jak 'f'

- QU wymawiamy jak pol. 'kw'. Często na miejscu 'qu' ('kw') można spotkać 'cu' ('ku'), np. 'ecus' zamiast 'equus'. Związane jest to z procesem zaniku półsamogłoski [w] przed samogłoskami tylnymi.

- RH wymawiamy jak 'r'

- S w pozycji interwokalicznej wymawiamy jak 'z', w pozostałych przypadkach jak 's' (causa – kauza, silva – silwa)

- SU przed samogłoską wymawiamy jak 'sw'.

- TH wymawiamy jak 't'

- TI wymawiamy jako 'cj' (wielokrotnie następuje późniejsza zmiana graficzna wyrazu – łac. gratias = wł. grazie, franc. grâces, hiszp. gracias)

- V (u) przed samogłoską jak 'w', w pozostałych przypadkach jak 'u'.

- Z w wyrazach pochodzenia greckiego wymawiamy jak 'z' (Zeus – zeus). W pozostałych wyrazach 'z' często odpowiadało głosce 'c' (stąd we włoskim i niemieckim 'z' reprezentuje 'c') lub 'dz' (włoskie nagłosowe 'z').

Postawiona za spółgłoską samogłoska 'i' zmiękcza ją, jednak nie w znaczeniu polskim (missio wym. missjo a nie misio), nie tworzy też z nią odrębnej sylaby (lectio wym. lek-cjo).
Spółgłoski podwojone (tzw. geminaty) wymawiany podwójnie, tak jak w polskim 'wiNNy': accola wym. akkola (z akcentem na ak). Następuje jednak ich częściowy zanik w wielu przypadkach.
Wszystkie spółgłoski na końcu wyrazu ulegają ubezdźwięcznieniu (desonoryzacji). W pozycji międzysamogłoskowej następuje ich udźwięcznienie a następnie dalsze osłabienie (np. łac. capra wym. kapra  ⇒  kabra  ⇒  kaβra β=odpowiednik hiszpańskiej spółgłoski dwuwargowej, szczelinowej).

## Procesy fonetyczne
- asymilacja
- dysymilacja
- metateza
- synkopa
- apokopa
- afereza
- proteza
- epenteza
- udźwięcznienie
- ubezdźwięcznienie
- monoftongizacja

## Ortografia
Częściowo klasyczna, częściowo fonetyczna. Należy wziąć pod uwagę niemożność oddania niektórych nowo powstałych dźwięków za pomocą klasycznego alfabetu łacińskiego oraz brak szkół jako ośrodków ujednolicenia i przekazu wersji klasycznej języka. Wynika stąd różnorodność systemów zapisu.

## Akcent
Taki sam, jak w łacinie klasycznej, jednakże w zależności od regionu, może nastąpić synkopa krótkiej samogłoski posttonicznej lub apokopa samogłoski wygłosowej. Stąd też wynika eliminacja proparoksytonów w Galii i na Półwyspie Iberyjskim. (łac. responsabilis, franc., hiszp. responsable, wł. responsabile)